# Zhanhe
Der Stadtbezirk Zhanhe (chinesisch 湛河区, Pinyin Zhànhé Qū) gehört zum Verwaltungsgebiet der bezirksfreien Stadt Pingdingshan in der chinesischen Provinz Henan. Er hat eine Fläche von 124 km² und zählt ca. 303.400 Einwohner (Stand: Ende 2018).

## Administrative Gliederung
Auf Gemeindeebene setzt sich der Stadtbezirk aus sechs Straßenvierteln, einer Großgemeinde und einer Gemeinde zusammen. 